# Harrison Line
Harrison Line est une ancienne compagnie maritime britannique.
Harrison Line, officiellement T&J Harrison, est fondée par les frères Thomas (en) et James Harrison à Liverpool, en Angleterre, en 1853. Elle assurait à la fois des services de fret et de passagers, à commencer par l'importation d'eau-de-vie française de Charente.
Les navires furent regroupés sous la Charente Steam-ship Company en 1871 avec Thomas et James Harrison comme gérants.
La société a cessé ses activités en octobre 2000 et tous les droits et privilèges restants ont été transférés à la Royal P&O Nedlloyd.

## Histoire
Thomas (en) et James Harrison quitte la ferme familiale de Cockerham, dans le Lancashire, pour s'installer dans le port de Liverpool pour rejoindre le commerce maritime florissant. Tous deux furent apprentis chez l'agent maritime Samuel Brown and Son, Thomas en 1830 et James en 1838. Thomas devint associé en 1839 et le nom de l'entreprise est changé pour George Brown et Harrison (George est le fils de Samuel). James Harrison est nommé associé en 1849. Richard Williamson, qui faisait du commerce hors de France et qui fournissait des cargaisons de cognac de Charente, est étroitement lié à Samuel Brown et fait partie intégrante du développement de l'entreprise de Liverpool. Quatre petits navires sont achetés pour le commerce du brandy à la fin des années 1830, détenus dans le cadre de divers accords de co-partenariat entre les deux parties.

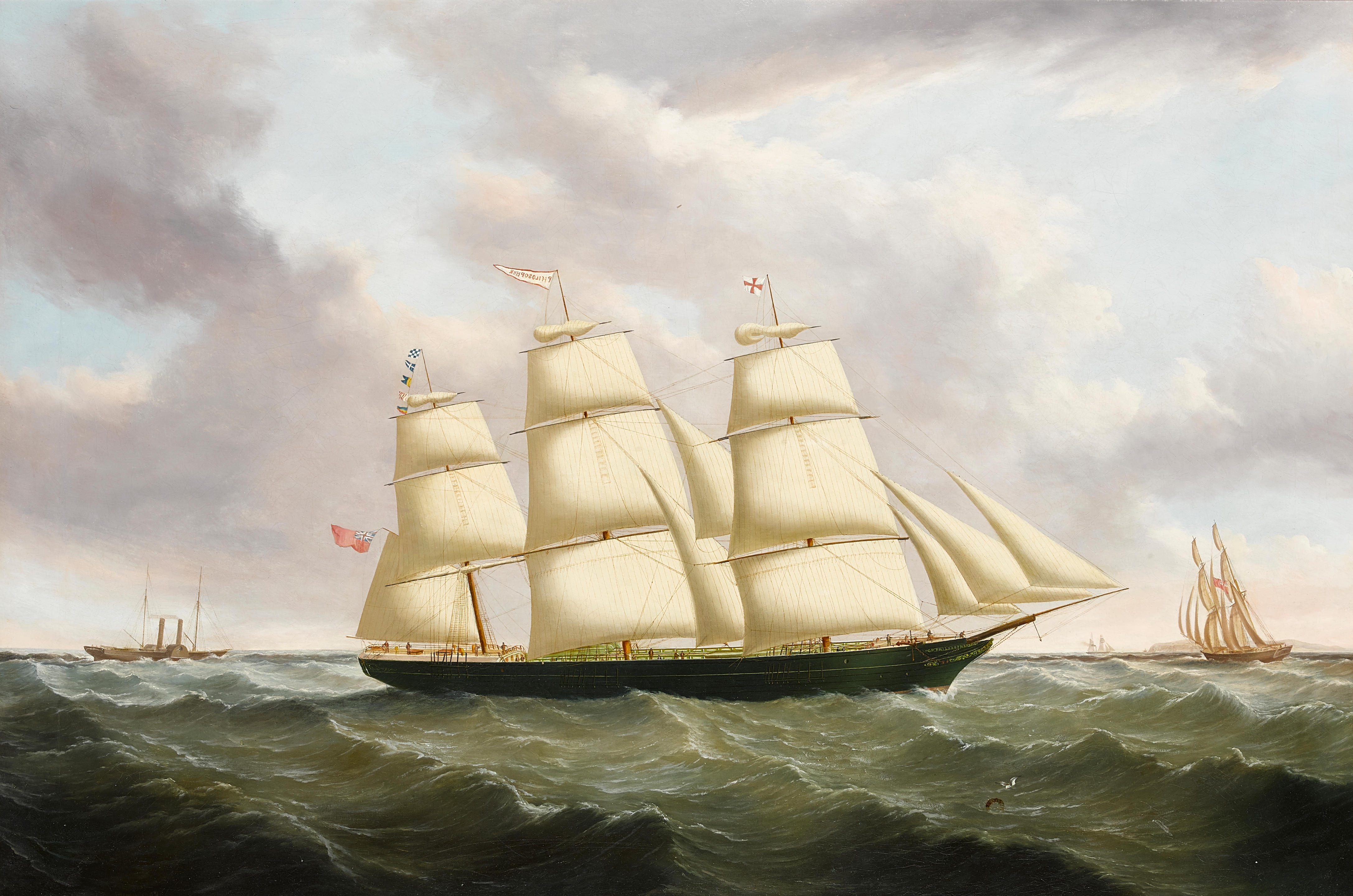
Le premier Iron Ship Philosopher de T. & J. Harrison passant par Holyhead lors de son voyage inaugural en Inde, le 19 juin 1857.

Après la mort de George Brown en 1853, l'entreprise continue sous le nom de T and J Harrison, se concentrant toujours sur le commerce du brandy vers Liverpool et Londres. La concurrence sur les prix a conduit Harrison à se retirer du marché de Londres en 1863, donnant ainsi une impulsion à l’expansion géographique de l’entreprise. À la fin des années 1860, les principaux actionnaires des navires étaient Thomas et James, les parts plus petites étant détenues par un autre frère, Edward George Harrison, le quatrième partenaire étant Richard Pierre Williamson (le fils de Richard aîné) en France. Un autre nom est également apparu alors, celui du comptable, John William Hughes, qui a progressivement augmenté sa participation dans les navires et lui et sa famille ont joué un rôle important dans le développement de la ligne Harrison.
En 1871, les participations disparates en navires individuels par des associés individuels sont regroupées sous le nom de "Charente Steam-ship Company" ; ainsi, cette nouvelle entité est propriétaire des navires et ceux-ci sont gérés par la société T & J Harrison. Les associés Harrison contrôlent la "Charente Steam-ship Company". Avec la retraite de James Harrison en 1880 et la mauvaise santé de Thomas, le contrôle actif passa à une génération plus jeune, Frederic James Harrison et John William Hughes étant « les dirigeants reconnus ». Ils sont chargés d'officialiser les relations avec la Charente en la constituant en société anonyme en 1884. Les 512 actions de 1 000 £ chacune étaient détenues par 32 personnes, membres des familles Harrison, Hughes et Williamson et leurs amis proches. Une réduction du nombre d'actions a eu lieu en 1908, la propriété étant désormais entre les mains de cinq Harrison, cinq Hughes et deux Williamson. Les Williamson se développent avec les sociétés "Goguet-Williamson" et "Renault-Delage" à Tonnay-Charente et à La Rochelle, dans le département de Charente-Maritime en France. Au moment de l'incorporation en 1884, la Harrison Line compte 22 navires ; ce chiffre passe à 30 en 1890 et à 57 au début de la Première Guerre mondiale. 

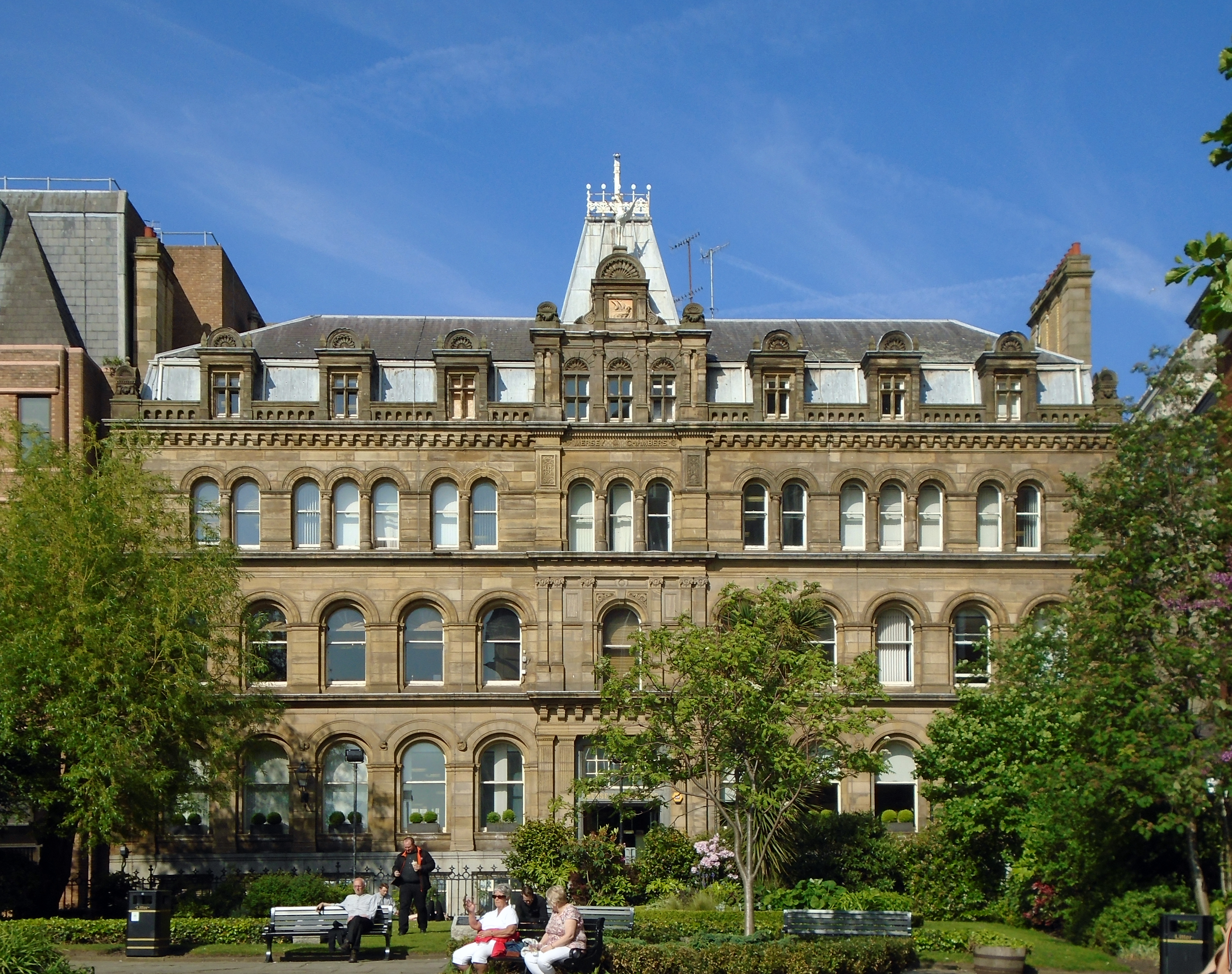
Mersey Chambers, siège de la Harrison Line construit à cet effet en 1878.

Les années 1860 voit l’expansion des opérations géographiques de la compagnie maritime, notamment le commerce des fruits méditerranéens, le Brésil et l'Inde. En 1866, un service de ligne est lancé entre Liverpool et la Nouvelle-Orléans. Un quai permanent est construit pour Harrisons à Galveston et, basé sur l'importation de coton vers le Lancashire, il s'avère une route très rentable. Les navires Harrison commencent également à naviguer régulièrement vers l'Inde après l'ouverture du canal de Suez en 1869. Les partenaires sont étroitement impliqués dans l'administration du canal et John William Hughes en devient directeur en 1905, une implication familiale qui se poursuit jusqu'en 1950. Les Harrison sont activement impliqués dans la création de conférences maritimes, une méthode de régulation du commerce international des marchandises : elle est membre fondateur de la Conférence de Calcutta en 1875, de la Conférence du Brésil central en 1896 et de la Conférence des Antilles, de l'Atlantique sur les navires à vapeur en 1904. Elle  rejoint également la Conférence sud-africaine en 1902.
Les lourdes pertes maritimes pendant la Première Guerre mondiale sont plus ou moins compensées par de nouveaux ajouts à la flotte, en particulier les 12 navires achetés à la flotte Rankin-Gilmour en 1917 ; en 1920, Harrisons posséde un nombre record de 58 navires. Cependant, l'entre-deux-guerres s'avère une période difficile. Les lignes de la Conférence doivent se contenter de baisses de prix périodiques des bateaux à vapeur. Le commerce déprime et la ligne Harrison est durement touchée pendant la dépression des années 1929-32. En 1931-31, 15 navires sont désarmés et en 1932, 10 autres navires sont vendus à prix de démolition. Malgré cela, la société reste rentable. Avec la reprise du commerce international à partir de 1933, Harrisons commence à reconstruire sa flotte, à la fois à partir de nouvelles constructions et d'achats auprès d'autres compagnies, dont quatre navires de Furness Withy (en) et sept de la Leyland Line. Néanmoins, au début de la Seconde Guerre mondiale, la flotte ne compte toujours pas plus de 46 navires. Parmi eux, 30 navires sont perdus pendant la guerre.
Une fois de plus, Harrisons doit reconstruire sa flotte. En 1949, Harrisons ajoute 16 navires de type Liberty et Empire, et 20 nouveaux navires à moteur sont ajoutés par la suite. En 1970, Harrisons se diversifie en achetant trois vraquiers, Wanderer, Wayfarer et Warrior. Elle rejoint également la révolution des conteneurs en entrant dans le consortium Caribbean Ocean Lines en 1977 et en achetant un navire pour le commerce sud-africain. En 1981, les Harrison sont membres fondateurs du consortium est-africain. La ligne gère également deux vraquiers immatriculés à Hong Kong. Cependant, la Harrison Line ne prospère plus. La taille de la flotte des Charente Steamship commence à décliner et, en 1987, elle ne compte plus que trois navires, bien que T & J Harrison gère d'autres navires.
La ligne Harrison prend fin en 2000, avec le dernier des trafics de ligne gérés, tous les droits ont été transférés à la Royal P&O Nedlloyd. T & J Harrison est rebaptisé Harrison Logistics mais est mis en liquidation volontaire en 2002. La Charente Steamship Company d'origine, qui possède les autres navires de ligne, se rebaptise "Charente" et se spécialisée dans les cartes et les instruments nautiques.

## Flotte
- SS Adviser (en)
- SS Philosopher (en)
- SS Planter (en)
- SS Politician